# Шифф, Леонард Исаак
Леонард Исаак Шифф (англ. Leonard Isaac Schiff; 29 марта 1915, Фолл-Ривер, Массачусетс — 19 января 1971, Стэнфорд, Калифорния) — американский физик-теоретик, член Национальной академии наук США (1957). 

## Биография
Родился в Фолл-Ривере 29 марта 1915 года. Его предки были еврейскими иммигрантами из Литвы; сам он вырос в Бруклине.
В четырнадцатилетнем возрасте поступил в университет Огайо, который окончил в 1934 году и где получил степень бакалавра в 1933 году и степень магистра в 1935 году у Люэлина Томаса. Затем, в 1937 году, окончил Массачусетский технологический институт, где под руководством Филипа Морса подготовил и защитил диссертацию по рассеянию нейтронов, протонов и дейтронов («Теория столкновения легких элементов»).
В 1937—1940 годах на стипендию теоретической группы Оппенгеймера стажировался, одновременно, в Калифорнийском технологическом институте и Калифорнийском университете в Беркли. В 1940—1947 годах работал в Пенсильванском университете: сначала преподавателем, через два года — ассистентом, а затем доцентом.
Во время Второй мировой войны он работал над различными проектами, в том числе: над полупроводниковыми диодами в радарах и программе создания ядерного оружия в Лос-Аламосе; участвовал в испытании ядерного заряда. Написал письмо, в котором утверждал, что другие страны также создадут бомбы, и призывал к использованию атомной энергии в мирных целях, а не просто отказу от неё.
В 1947 году начал работать в Стэнфордском университете — профессор и заведующий кафедрой физики с 1948 по 1966 год. В 1948 году был одним из основателей (вместе с Эдвардом Гинзтоном и др.) и директором Varian Associates — одной из первых компаний Силиконовой долины. 
Работы посвящены ядерной физике, квантовой механике, физике элементарных частиц, теории относительности, теории гравитации. Он изучал рассеяние электронов высоких энергий заряженными протяженными частицами, вычислил сечение упругого рассеяния электрона на дейтроне. Независимо от других построил бетатрон. Предложил эксперимент по использованию орбитальных гироскопов для проверки общей теории относительности (геодезический эффект и др.). Эти идеи были положены в основу эксперимента Gravity Probe B (запуск спутника миссии был осуществлён в 2004 году).
Автор одного из наиболее популярных учебников по квантовой механике, впервые опубликованным в 1949 году и долгое время остававшимся ведущим учебником в США.
В 1966 году получил медаль Эрстеда. Получил премию Динкельшпиля за выдающиеся достижения в преподавании в Стэнфордском университете.
Был женат с 1941 года и имел двоих детей.
Умер 19 января 1971 года в Стэнфорде (Калифорния).